# Nanna Noe-Nygaard
Nanna Noe-Nygaard (født 7. december 1940 i København, død 19. oktober 2024) var en dansk geolog, dr. scient. og professor ved Geologisk Institut, Københavns Universitet.
Nanna Noe-Nygaards forældre var professorerne geolog Arne Noe-Nygaard og zoolog Ellinor Bro Larsen. Hun blev 16. oktober 1981 gift med senere professor Finn Surlyk.
Intens forskningsindsats i Åmosen ved udgravning af en boplads fra den yngre jægerstenalder mundede i første omgang ud i hendes speciale Præstelyngen, 1969. Hun fortsatte arbejdet i Åmosen med det store bassins udviklingshistorie gennem Sen- og postglacialtiden. Arbejdet var omfattende og inkluderede blandt andre flere af hendes specialestuderende, og både Carlsbergfondet og Statens Naturvidenskabelige Forskningsråd støttede det. Hun udgav i 1995 sin fler- og tværfaglige doktordisputats Ecological, Sedimentary and Geochemical Evolution of the Late-glacial to Postglacial Åmose Lacustrine Basin, Denmark, som hun i 1998 sammen med flere kolleger fulgte op på med udgivelsen Palæobiologiske, sedimentologiske og geokemiske undersøgelser af Sen Weichsel og Holocæne aflejringer i Store Åmose, Danmark .
Noe-Nygaard blev i 1995 hædret med Danmarks Geologipris og i 2000 slået til ridder af Dannebrog.
Nanna Noe-Nygaard er begravet på Lyngby Parkkirkegård.